# Karol Śniegoń
Karol Śniegoń (ur. 1892, zm. 1972) – polski duchowny zielonoświątkowy, prezes Związku Stanowczych Chrześcijan na Śląsku Cieszyńskim, prezes Zjednoczonego Kościoła Ewangelicznego w PRL.

## Życiorys
Wywodził się z Kościoła Ewangelicko-Augsburskiego. Na co dzień pracował w zakładzie szewskim, by mieć na utrzymanie żony i trojga dzieci. Włączył się w działalność Związku Stanowczych Chrześcijan w Cieszynie, gdzie szybko znalazł się w ścisłym gronie kierowniczym i stał się następcą Jana Kajfosza i Karola Kalety na stanowisku prezesa Związku. Funkcję tę pełnił w latach 1920–1927, 1935–1938 i 1945–1947.
Po II wojnie światowej zabiegał o połączenie Związku Stanowczych Chrześcijan ze Związkiem Ewangelicznych Chrześcijan i Związkiem Wolnych Chrześcijan w Zjednoczony Kościół Ewangeliczny (ZKE). Po powstaniu ZKE w 1947 został jego wiceprezesem, zaś w latach 1950–1953 był prezesem ZKE. W czasie pełnienia przezeń tej funkcji Urząd Bezpieczeństwa dokonał we wrześniu 1950 masowych aresztowań duchownych ZKE. Sam też został uwięziony, podejrzewano go o wrogi stosunek do Polski Ludowej oraz o działalność szpiegowską. Na wolność wyszedł w 1951.
Przez wiele lat był pastorem zboru ZKE w Cieszynie.